# Hoekschewaards Landschap
De vereniging Hoekschewaards Landschap (HWL) zet zich in voor behoud en verbetering van milieu, natuur en dorpsschoon in de Hoeksche Waard. De vereniging heeft ongeveer 1700 leden, waarvan er ongeveer 300 actief zijn in werkgroepen.
Na de aanwijzing door de Minister van VROM van de Hoeksche Waard als Nationaal Landschap, zet de vereniging zich in voor de realisatie van een Nationaal Landschaps Centrum.